# Cratere Barlow
Barlow è un cratere sulla superficie di Marte.